# Библиотеки Вашингтонского университета

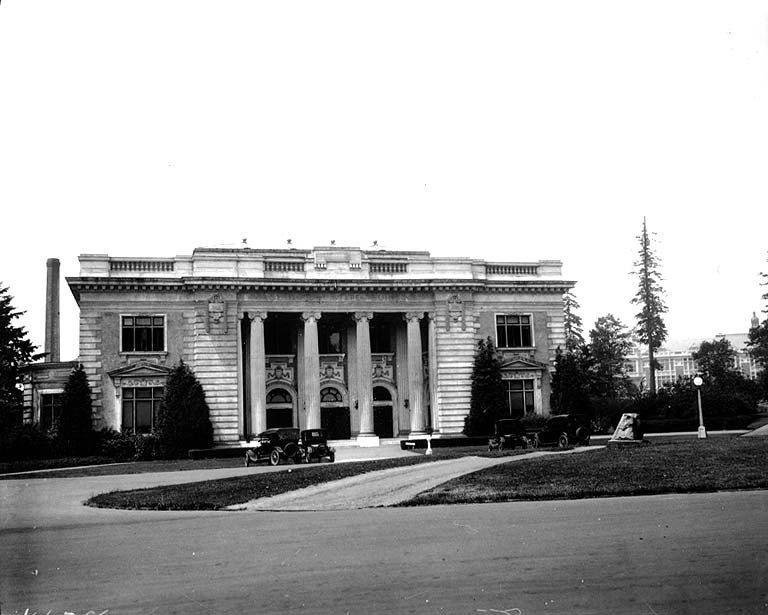
Библиотека Вашингтонского университета в 1922 году

Библиотеки Вашингтонского университета находятся в кампусах Сиэтла, Такомы и Ботелла Вашингтонского университета (UW) и лаборатории Friday Harbour. Библиотечная система является крупнейшей в Тихоокеанском Северо-Западном регионе. Она входит в число ведущих академических исследовательских библиотек в Северной Америке. Библиотеки Вашингтонского университета получили премию ACRL 2004 г. "За выдающиеся достижения в области академических библиотек ".
Библиотеки Вашингтонского университета имеют собрание более чем из 9 миллионов книг, журналов, миллионов микроформ, тысяч карт, редких книг, фильмов, аудио- и видеозаписей. Веб-сайт библиотек обеспечивает подключение к крупной базе данных печатных и электронных ресурсов, доступных как в библиотеках, так и в сети Интернет.
В уникальных коллекциях библиотек UW хранится более трех тысяч аудиозаписей на языках коренных народов Северо-Западного Тихоокеанского региона. Они документируют более пятидесяти местных диалектов.
В первую очередь услуги и ресурсы библиотеки представляются студентам, преподавателям и сотрудникам Вашингтонского университета для преподавания, обучения и научных исследований. Посетители, которые посещают библиотеку, могут беспрепятственно пользоваться ресурсами и услугами библиотеки. Исследователи со всего мира имеют доступ к различным материалам, возможность получить межбиблиотечный абонемент, а также могут воспользоваться службами доставки документов.
Система библиотек включается в себя: Библиотеки Суццалло и Аллена, два основных источника информации в области гуманитарных, социальных и естественных наук; Библиотека Odegaard (OUGL), в которой находится Odegaard Learning Commons и которая открыта 24 часа в будние дни; Библиотека медицинских наук и информационный центр (HSLIC); Библиотека Восточной Азии; а также пятнадцать специализированных отраслевых библиотек; Библиотека Bothell / CCC; и Библиотека Такомы. В свою очередь юридическая библиотека Мэриан Г. Галлахер и библиотека Элизабет К. Миллер существуют отдельно от системы библиотек Вашингтонского университета.

## Библиотечные услуги
Библиотека предоставляет ряд услуг: библиотечный каталог, межбиблиотечный абонемент, компьютерные и копировальные / печатные устройства, информационную службу по грантам и финансированию, учебные услуги и доступ ADA для лиц с ограниченными возможностями.

## Библиотеки и модули
- Художественная библиотека
- Библиотека встроенных сред
- Вашингтонский университет Ботелла и библиотека колледжа Каскадия
- Драматическая библиотека. Особо следует отметить более 14 000 действующих изданий и звуковых эффектов от BBC, CBS и Sound Ideas.
- Библиотека Восточной Азии
- Инженерная библиотека. Библиотека является специализированной библиотекой-хранилищем патентов и товарных знаков и имеет национальный депозитарий Ассоциации вычислительной техники (ACM). Специальные ресурсы включают отраслевые стандарты, технические отчеты и спецификации патентов США с 1966 года по настоящее время.
- Бизнес-библиотека Foster
- Библиотека Фрайди-Харбор. Специальные материалы включают коллекции репринтов, статей и тезисов, основанные на исследованиях, проведенных в Friday Harbour Laboratories.
- Правительственные публикации, карты, микроформы и коллекции газет
- Библиотека медицинских наук
- Международное обучение
  - Ближний Восток
  - Славянские и восточноевропейские
  - Юго-Восточная Азия
- Библиотека математических исследований
- Медиа Аркада
- Музыкальная библиотека
  - Центр прослушивания музыки . Среди специальных ресурсов — Коллекция Эрика Оффенбахера с вокальными записями музыки Моцарта до LP, Коллекция американских гимнов и сборников Хейзел Б. Кинселла, Коллекция Мелвилла Харриса с ранними дисковыми и цилиндровыми записями соло деревянных духовых инструментов, а также собрание партитур оперных произведений 17-18 веков.
- Библиотека для студентов Odegaard (OUGL)
- Справочно-исследовательские услуги
- Особые коллекции
- Библиотеки Suzzallo и Allen
- Библиотека Вашингтонского университета в Такоме
- Другие библиотеки
  - Библиотека Элизабет К. Миллер (Ботанический сад Вашингтонского университета)
  - Юридическая библиотека Мэриан Г. Галлахер

## Примечание
1. ↑  Excellence in Academic Libraries Award. ACRL. Дата обращения: 1 апреля 2015. Архивировано 29 июня 2020 года.
2. ↑  Сайт библиотеки Конгресса США (англ.). Дата обращения: 1 сентября 2021. Архивировано 1 сентября 2021 года.

## Официальные ссылки
- lib.washington.edu — официальный сайт Библиотеки Вашингтонского университета